# مارسلو تریویونو
مارسلو تریویونو (انگلیسی: Marcelo Trivisonno؛ زادهٔ ۸ ژوئن ۱۹۶۶) بازیکن فوتبال اهل آرژانتین است.
از باشگاه‌هایی که در آن بازی کرده‌است می‌توان به باشگاه فوتبال اوراوا رد دیاموندز و باشگاه فوتبال روساریو سنترال اشاره کرد.